# Euphorbia boivinii
Euphorbia boivinii är en törelväxtart som beskrevs av Pierre Edmond Boissier. Euphorbia boivinii ingår i släktet törlar, och familjen törelväxter. IUCN kategoriserar arten globalt som livskraftig.
Artens utbredningsområde är Madagaskar. Inga underarter finns listade i Catalogue of Life.